# سولوی هاگان
سولوی هاگان (به نروژی: Solveig Haugan؛ زاده ۱ نوامبر ۱۹۰۱ درگذشته ۸ ژوئن ۱۹۵۳) هنرپیشه و نویسنده نروژی بود.
سولویگ هاگان در تروندهایم نروژ زاده شد. هاگان را یشتر به خاطر بازی او در نقش ماجا در فیلم سپیده دم در نوردیک (Gryr i Norden) که در سال ۱۳۱۸ در نروژ اکران شد به یاد می‌آورند.